# Kvalifikation og udvælgelse af deltagere for Danmark ved sommer-OL 2020
Kvalifikationen og udvælgelsen af deltagere for Danmark ved sommer-OL 2020 i Tokyo, Japan, afhang af danske sportsfolks præstationer i internationale kvalifikationsturneringer eller af deres placering på verdensranglister eller tilsvarende ranglister, afhængig af sportsgrenen, i perioden op imod afholdelsen af legene.
Ved kvalifikationsturneringer sikrede en god præstation deltagelse af en dansk atlet eller et dansk hold, hvor det ikke nødvendigvis var den eller de atleter, der sikrer deltagelsen, der kom med til legene. Da kvalifikationen fandt sted op imod to år inden legene, skete det med baggrund i efterfølgende præstationer, at det senere i et idrætsforbund besluttes, at andre end de, der har sikret kvalifikationen, var bedre og derpå officielt blev udtaget til legene. I de tilfælde, hvor en atlet med sin placering på en rangliste sikrede en kvalifikation, var kvalifikationen personligt knyttet til den pågældende atlet.
Det var muligt at få kvalificeret idrætsfolk inden for 33 forskellige sportsgrene, som for nogles vedkommende var opsplittet i flere forskelligartede discipliner. Som eksempel kan nævnes cykelsporten, der var underinddelt i fire forskellige discipliner (landevejscykling, mountainbike, BMX og banecykling).
Danmarks Idrætsforbund offentliggjorde kvalifikations- og udtagelsesbetingelserne på deres OL 2020-hjemmeside.
På grund af COVID-19 pandemien meddelte IOC den 24. marts 2020 at OL var flyttet til 2021. Yderligere meddelte IOC den 27. marts 2020 at allerede vundne kvotepladser ville blive bibeholdt. Dette betød for Danmark, at de 66 sikrede kvotepladser ville blive beholdt og at de allerede udtagne 12 atleter ville beholde deres udtagelse. Yderligere meddelte IOC, at der ville blive udarbejdet nye kvalifikationsprogrammer for de sportsgrene, hvor kvalifikationen endnu ikke var afgjort. Den 30. marts 2020 meddelte IOC så, at datoerne for afholdelsen af OL 2020 nu var fastlagt til 23. juli 2021 – 8. august 2021 .
I det efterfølgende er denne side opdelt i to dele. Den første del hedder Kvalifikation og udvælgelse af deltagere og giver et overblik over den danske kvalifikationsproces og den senere officielle kvalifikation og udtagelse af de enkelte OL deltagere. Den anden del hedder Sportsgrene uden dansk deltagelse. Denne del indeholder de sportsgrene, hvor Danmark ikke kvalificerer sig af den ene eller anden grund. Denne del er kortfattet og kun medtaget for fuldstændighedens skyld.

## Deltagere
| Nedenstående tabel indeholder oplysninger om det samlede antal danske sportsfolk, der dels var kvalificeret dels udtaget til sommer-OL 2020 i Tokyo. \| Sportsgren \| Kvalifikation \| Kvalifikation \| Kvalifikation \| Udtagelse \| Udtagelse \| Udtagelse \| \| Sportsgren \| Herrer \| Damer \| Total \| Herrer \| Damer \| Total \| \| ------------- \| ------------- \| ------------- \| ------------- \| --------- \| --------- \| --------- \| \| Atletik \| 8 \| 6 \| 13 \| 9 \| 8 \| 17 \| \| Badminton \| 5 \| 4 \| 9 \| 5 \| 4 \| 9 \| \| Bordtennis \| 1 \| - \| 1 \| 1 \| - \| 1 \| \| Brydning \| 1 \| - \| 1 \| 1 \| - \| 1 \| \| Bueskydning \| - \| 1 \| 1 \| - \| 1 \| 1 \| \| Cykelsport \| 13 \| 9 \| 22 \| 11 \| 7 \| 18 \| \| Golf \| 2 \| 2 \| 4 \| 2 \| 2 \| 4 \| \| Hestesport \| 4 \| 1 \| 5 \| 2 \| 4 \| 6 \| \| Håndbold \| 14 \| - \| 14 \| 16 \| - \| 16 \| \| Judo \| - \| 1 \| 1 \| - \| 1 \| 1 \| \| Kano og kajak \| - \| 4 \| 4 \| - \| 4 \| 4 \| \| Roning \| 3 \| 6 \| 9 \| 3 \| 6 \| 9 \| \| Sejlsport \| 3 \| 5 \| 8 \| 3 \| 5 \| 8 \| \| Skateboard \| 1 \| - \| 1 \| 1 \| - \| 1 \| \| Skydning \| 2 \| 2 \| 4 \| 2 \| 2 \| 4 \| \| Svømmesport \| 3 \| 7 \| 10 \| 3 \| 8 \| 11 \| \| Triatlon \| 1 \| - \| 1 \| - \| - \| - \| \| Total \| 61 \| 48 \| 109 \| 59 \| 52 \| 111 \| |               |               |               |           |           |           |
| Sportsgren | Kvalifikation | Kvalifikation | Kvalifikation | Udtagelse | Udtagelse | Udtagelse |
| Sportsgren | Herrer        | Damer         | Total         | Herrer    | Damer     | Total     |
| Atletik | 8             | 6             | 13            | 9         | 8         | 17        |
| Badminton | 5             | 4             | 9             | 5         | 4         | 9         |
| Bordtennis | 1             | -             | 1             | 1         | -         | 1         |
| Brydning | 1             | -             | 1             | 1         | -         | 1         |
| Bueskydning | -             | 1             | 1             | -         | 1         | 1         |
| Cykelsport | 13            | 9             | 22            | 11        | 7         | 18        |
| Golf | 2             | 2             | 4             | 2         | 2         | 4         |
| Hestesport | 4             | 1             | 5             | 2         | 4         | 6         |
| Håndbold | 14            | -             | 14            | 16        | -         | 16        |
| Judo | -             | 1             | 1             | -         | 1         | 1         |
| Kano og kajak | -             | 4             | 4             | -         | 4         | 4         |
| Roning | 3             | 6             | 9             | 3         | 6         | 9         |
| Sejlsport | 3             | 5             | 8             | 3         | 5         | 8         |
| Skateboard | 1             | -             | 1             | 1         | -         | 1         |
| Skydning | 2             | 2             | 4             | 2         | 2         | 4         |
| Svømmesport | 3             | 7             | 10            | 3         | 8         | 11        |
| Triatlon | 1             | -             | 1             | -         | -         | -         |
| Total | 61            | 48            | 109           | 59        | 52        | 111       |

## Kvalifikation og udvælgelse
Nedenfor beskrives de enkelte sportsgrene ved sommer-OL i 2020 ved først at gennemgå, hvordan deltagerne kunne kvalificerede sig, derpå om og hvem der sikrede kvalifikation samt forsøg på kvalifikationer, der ikke gav udtagelser, og endelig hvem der blev udtaget til legene.

### Atletik

#### Kvalifikation
Kvalifikationsperioden for 10.000 meter løb, maraton, kapgang og mangekamp er i perioden 1. januar 2019 - 29. juni 2020, mens perioden i de øvrige discipliner er 1. maj 2019 - 29. juni 2020. Der er i hver disciplin opstillet et minimumskrav, som skal opnås, hvis man skal kvalificeres. Men disse krav kommer ikke på tale, hvis atleten er indenfor det afsatte antal atleter på verdensranglisten ved kvalifikationsperiodens afslutning, da dette er den primære kvalifikationsmetode. I de tekniske discipliner er der plads til de 32 bedste på verdensranglisten, mens der i løbedisciplinerne er plads til mellem 27 og 60 afhængig af disciplinen. Men lavere rangerede atleter kan også have en chance, da det kun er de tre bedste atleter per nation, der kan kvalificeres. De kvalificerede opnår en personlig kvoteplads på deres navn mens kvotepladser til stafetterne tildeles nationerne, der således kan sammensætte holdene som de vil.
Der er opstillet yderligere nationale krav i en aftale mellem Danmarks Idrætsforbund og Dansk Atletik Forbund, der går ud over end de internationale krav. Men i praksis vurderes det, at opnåelsen af en kvote plads også betyder udtagelse.

Følgende atleter opnåede resultater under det internationale krav eller en placering på verdensranglisten og opnåede derved en kvoteplads:
| Disciplin              | H/D    | Udøver                  | Dato             | Placering | Resultat | OL krav     | Begivenhed                      |
| ---------------------- | ------ | ----------------------- | ---------------- | --------- | -------- | ----------- | ------------------------------- |
| 3000 m forhindringsløb | Damer  | Anna Emilie Møller      | 13. juni 2019    | 11. plads | 9:24,21  | 9:30,00     | Diamond League Oslo             |
| 5000 meter løb         | Damer  | Anna Emilie Møller      | 14. juli 2019    | 1. plads  | 15:07,11 | 15:10,00    | U-23 EM 2019                    |
| 400 meter hækkeløb     | Damer  | Sara Slott Petersen     | 27. august 2019  | 1. plads  | 54,89    | 55,40       | 55th Palio Citta' Della Quercia |
| Maraton                | Herrer | Abdi Hakin Ulad         | 1. december 2019 | 8. plads  | 2:11:03  | 2:11:30     | Fukuoka maraton                 |
| Maraton                | Herrer | Thijs Nijhuis           | 23. februar 2020 | 28. plads | 2:10:57  | 2:11:30     | Sevilla maraton                 |
| 4×100 meter            | Herrer | Simon Hansen            | 1. maj 2021      | 8. plads  | 39,06    | Finaleplads | World Relays 2021               |
| 4×100 meter            | Herrer | Tazana Kamanga-Dyrbak   | 1. maj 2021      | 8. plads  | 39,06    | Finaleplads | World Relays 2021               |
| 4×100 meter            | Herrer | Kojo Musah              | 1. maj 2021      | 8. plads  | 39,06    | Finaleplads | World Relays 2021               |
| 4×100 meter            | Herrer | Frederik Schou-Nielsen  | 1. maj 2021      | 8. plads  | 39,06    | Finaleplads | World Relays 2021               |
| 4×100 meter            | Damer  | Mathilde U. Kramer      | 1. maj 2021      | 8. plads  | 44,25    | Finaleplads | World Relays 2021               |
| 4×100 meter            | Damer  | Astrid Glenner-Frandsen | 1. maj 2021      | 8. plads  | 44,25    | Finaleplads | World Relays 2021               |
| 4×100 meter            | Damer  | Mette Graversgaard      | 1. maj 2021      | 8. plads  | 44,25    | Finaleplads | World Relays 2021               |
| 4×100 meter            | Damer  | Ida Karstoft            | 1. maj 2021      | 8. plads  | 44,25    | Finaleplads | World Relays 2021               |
| 3000 m forhindringsløb | Herrer | Ole Hesselbjerg         | 8. juni 2021     | 2. plads  | 8:20,42  | 8.22,00     | Paavo Nurmi Games               |
| 100 meter løb          | Herrer | Kojo Musah              | 29. juni 2021    | 52. plads | N/A      | 56. plads   | Verdensranglisten               |

#### Udtagelse
Nedenfor er listet atleter, som blev udtaget af Danmarks Idrætsforbund’s bestyrelse på baggrund af en indstilling fra Dansk Atletik Forbund.
| Konkurrence            | H/D    | Udøver                  | Udtagelsesdato |
| ---------------------- | ------ | ----------------------- | -------------- |
| 3000 m forhindringsløb | Damer  | Anna Emilie Møller      | 27. marts 2020 |
| 400 meter hækkeløb     | Damer  | Sara Slott Petersen     | 27. marts 2020 |
| Maraton                | Herrer | Abdi Hakin Ulad         | 8. maj 2020    |
| Maraton                | Herrer | Thijs Nijhuis           | 8. maj 2020    |
| 3000 m forhindringsløb | Herrer | Ole Hesselbjerg         | 5. juli 2021   |
| 100 meter løb          | Herrer | Kojo Musah              | 5. juli 2021   |
| 4×100 meter            | Herrer | Kojo Musah              | 5. juli 2021   |
| 4×100 meter            | Herrer | Tazana Kamanga-Dyrbak   | 5. juli 2021   |
| 4×100 meter            | Herrer | Frederik Schou-Nielsen  | 5. juli 2021   |
| 4×100 meter            | Herrer | Simon Hansen            | 5. juli 2021   |
| 4×100 meter            | Herrer | Kristoffer Hari         | 5. juli 2021   |
| 4×100 meter            | Herrer | Emil Mader Kjær         | 5. juli 2021   |
| 4×100 meter            | Damer  | Mathilde U. Kramer      | 5. juli 2021   |
| 4×100 meter            | Damer  | Ida Karstoft            | 5. juli 2021   |
| 4×100 meter            | Damer  | Emma Beiter Bomme       | 5. juli 2021   |
| 4×100 meter            | Damer  | Astrid Glenner-Frandsen | 5. juli 2021   |
| 4×100 meter            | Damer  | Mette Graversgaard      | 5. juli 2021   |
| 4×100 meter            | Damer  | Louise Østergaard       | 5. juli 2021   |

### Badminton

#### Kvalifikation
Ved OL turneringen kan der maksimalt deltage 86 herrer og 86 damer, med 38 spillere i singlerne og 16 par i doublerne. Samtidig kan hver enkelt nation højest deltage med 16 spillere (8 herrer og 8 damer) i de fem discipliner. Alle spillere kvalificerer sig ud fra deres placering på verdensranglisten pr. 30. april 2020, hvor det gælder, at nationerne højest kan kvalificere 2 spillere/par i hver disciplin, hvis disse ligger mellem de 16 bedste (8 bedste for par) på verdensranglisten. Ellers kan der højest kvalificeres 1 spiller/par per disciplin. På grund af COVID-19 pandemien blev verdensranglisten frosset pr. 17. marts 2020 og frem til en genåbning af kvalifikationen, dog ikke tidligere end 2. januar 2021. Herefter fortsætter kvalifikationen frem til 2. maj 2021.
DIF og Badminton Danmark har aftalt at de nationale kvalifikationskrav som grundprincip følger de internationale kvalifikationskrav. DIF vil som hovedprincip deltage ved OL på de kvotepladser, der er til rådighed for Danmark.
Følgende spillere har sikret en kvoteplads:
| Disciplin    | H/D    | Dato         | Udøver                              | Verdensrang- listeplacering | OL krav                          |
| ------------ | ------ | ------------ | ----------------------------------- | --------------------------- | -------------------------------- |
| Herresingle  | Herrer | 25. maj 2021 | Anders Antonsen                     | Nummer 3                    | Mellem de 38 bedst rangeret      |
| Herresingle  | Herrer | 25. maj 2021 | Viktor Axelsen                      | Nummer 4                    | Mellem de 38 bedst rangeret      |
| Damesingle   | Damer  | 25. maj 2021 | Mia Blichfeldt                      | Nummer 14                   | Mellem de 38 bedst rangeret      |
| Herredouble  | Herrer | 25. maj 2021 | Kim Astrup Anders Skaarup Rasmussen | Nummer 10                   | Mellem de 16 bedst rangerede par |
| Damedouble   | Damer  | 25. maj 2021 | Sara Thygesen Maiken Fruergaard     | Nummer 11                   | Mellem de 16 bedst rangerede par |
| Mixed double | Mixed  | 25. maj 2021 | Mathias Christiansen Alexandra Bøje | Nummer 13                   | Mellem de 16 bedst rangerede par |

#### Udtagelse
Nedenfor er listet atleter, som blev udtaget af Danmarks Idrætsforbund’s bestyrelse på baggrund af en indstilling fra Badminton Danmark.
| Konkurrence  | H/D    | Udøver                              | Udtagelsesdato |
| ------------ | ------ | ----------------------------------- | -------------- |
| Herresingle  | Herrer | Viktor Axelsen                      | 11. juni 2021  |
| Herresingle  | Herrer | Anders Antonsen                     | 11. juni 2021  |
| Damesingle   | Damer  | Mia Blichfeldt                      | 11. juni 2021  |
| Herredouble  | Herrer | Anders Skaarup Rasmussen Kim Astrup | 11. juni 2021  |
| Damedouble   | Damer  | Sara Thygesen Maiken Fruergaard     | 11. juni 2021  |
| Mixed double | Mixed  | Mathias Christiansen Alexandra Bøje | 11. juni 2021  |

### Bordtennis

#### Kvalifikation
Ved OL turneringen kan der maksimalt deltage 86 herrer og 86 damer, fordelt på herre- og damesingle, herre- og dameteams og mixed double. Hvert team består af 3 spillere. Hver enkelt nation kan højest deltage med 6 spillere (3 herrer og 3 damer) i de fem discipliner. Kvalifikationssystemet er konstrueret på den måde, at man først finder det bedste team fra hvert af de 6 kontinenter gennem særlige kvalifikationsstævner afholdt inden udgangen af 2019. Herefter afholdes et samlet kvalifikationsstævne, i januar 2020, hvor de øvrige 9 bedste teams vil blive kvalificeret. Hver nation, der kvalificerer et team i herrernes eller damernes turnering får automatisk 2 spillere med i pågældende singlerække. Den individuelle kvalifikation foregår gennem en række stævner, der afholdes i perioden 1. juni 2019 – 30. april 2020. I denne kvalifikation er der yderligere 6 europæiske pladser. Følgende spillere har sikret en kvoteplads:
| Disciplin   | H/D    | Udøver         | Dato          | Resultat    | OL krav                       | Begivenhed     |
| ----------- | ------ | -------------- | ------------- | ----------- | ----------------------------- | -------------- |
| Herresingle | Herrer | Jonathan Groth | 26. juni 2019 | Sølvmedalje | 3 individuelt bedst placerede | European Games |

DIF og Dansk BordTennis Union har aftalt at de nationale kvalifikationskrav som grundprincip følger de internationale kvalifikationskrav. DIF vil som hovedprincip deltage ved OL på de kvotepladser, der er til rådighed for Danmark.

#### Udtagelse
Nedenfor er listet atleter, som blev udtaget af Danmarks Idrætsforbund’s bestyrelse på baggrund af en indstilling fra Dansk BordTennis Union.
| Konkurrence | H/D    | Udøver         | Udtagelsesdato    |
| ----------- | ------ | -------------- | ----------------- |
| Herresingle | Herrer | Jonathan Groth | 22. november 2019 |

### Brydning

#### Kvalifikation
I brydning er der to forskellige stilarter for mænd (fristil og græsk-romersk) og fristil for kvinder. Hver nation kan opnå én kvoteplads i hver stilart pr. vægtklasse. Der vil, til konkurrencerne, være 288 brydere fordelt på 192 herrer og 96 damer. Der konkurreres i 6 vægtklasser pr. stilart.
Kvalifikation kan opnås, i hver vægtklasse, gennem følgende kvalifikationsstævner: Placering i top seks ved VM i perioden 14. - 22. september 2019, placering i top to ved den europæiske kvalifikationsturnering i foråret 2020, placering i top to ved den særlige internationale kvalifikationsturnering i foråret 2020.
Nedenfor er listet resultaterne for atleter, som klarede det internationale kvalifikationskrav for en kvoteplads.
| Vægtklasse            | H/D    | Udøver             | Dato               | Begivenhed | Resultat | Internationalt OL krav |
| --------------------- | ------ | ------------------ | ------------------ | ---------- | -------- | ---------------------- |
| 67 kg (græsk-romersk) | Herrer | Fredrik Bjerrehuus | 15. september 2019 | VM 2019    | 5. plads | Blandt de seks bedste  |

DIF og Danmarks Brydeforbund har aftalt at de nationale kvalifikationskrav som grundprincip følger de internationale kvalifikationskrav. DIF vil som hovedprincip deltage ved OL på de kvotepladser, der er til rådighed for Danmark.

#### Udtagelse
Nedenfor er listet atleter, som blev udtaget af Danmarks Idrætsforbund’s bestyrelse på baggrund af en indstilling fra Danmarks Brydeforbund.
| Konkurrence           | H/D    | Udøver             | Udtagelsesdato    |
| --------------------- | ------ | ------------------ | ----------------- |
| 67 kg (græsk-romersk) | Herrer | Fredrik Bjerrehuus | 21. november 2019 |

### Bueskydning

#### Kvalifikation
Der er udpeget en række turneringer, hvor kvalifikationen kan finde sted. Dog er det en grundlæggende forudsætning, at den enkelte bueskytte, startende fra verdensmesterskaberne i 2019, skyder mindst én serie på mindst 640 points for herrerne og tilsvarende for damerne, en serie på mindst 605 points. Til sommer-OL 2020 deltager der 64 bueskytter for både herrer og damer, hvoraf der kan kvalificeres 59 bueskytter af hvert køn. Alle kvalifikationspladser er kvotepladser. De resterende pladser er forbeholdt værtsnationen og fordeling af den IOC. Der konkurreres i individuel og hold for både herrer og damer samt mixed hold. Ved hver holdkonkurrence består holdet af 3 skytter, dog i mixed hold kun 2 skytter. Såfremt en nations hold bliver kvalificeret vil alle tre/to skytter også kunne deltage i den individuelle konkurrence. Der kan kvalificeres 8 hold af hvert køn ved verdensmesterskabet i 's-Hertogenbosch, Holland i perioden 10. – 16. juni 2019. Ud over holdkvalifikationen vil de 4 individuelt bedst placerede herrer og damer ved mesterskabet også blive kvalificeret. Der vil blive kvalificeret ét mixed hold, bedste herre og bedste dame ved de Europæiske Lege, der afholdes i Minsk, Hviderusland i perioden 21. – 30. juni 2019. Der vil der blive udpeget én kvalifikationsturnering i Europa i 2019 eller 2020, hvor yderligere 4 individuelle herrer og damer kan blive kvalificeret. Endelig vil der i 2020 blive afholdt én endelig kvalifikationsturnering, hvor der bliver kvalificeret yderligere 3 hold samt én herre og én dame.

Ved VM 2019 i 's-Hertogenbosch sikrede Maja Jager i en indlagt OL-kvalifikationskonkurrence blandt de skytter, der ikke nåede i top-8, Danmark en nationsplads i individuel bueskydning den 14. juni 2019.
Følgende bueskytter har sikret en kvoteplads:
| Disciplin   | H/D   | Udøver     | Dato          | Resultat                            | OL krav                       | Begivenhed                 |
| ----------- | ----- | ---------- | ------------- | ----------------------------------- | ----------------------------- | -------------------------- |
| Individuelt | Damer | Maja Jager | 14. juni 2019 | Omskydning efter ottendedelsfinalen | 4 individuelt bedst placerede | VM 2019 i 's-Hertogenbosch |

DIF og Bueskydning Danmark har aftalt at de nationale kvalifikationskrav som grundprincip følger de internationale kvalifikationskrav. DIF vil som hovedprincip deltage ved OL på de kvotepladser, der er til rådighed for Danmark.

#### Udtagelse
Nedenfor er listet atleter, som blev udtaget af Danmarks Idrætsforbund’s bestyrelse på baggrund af en indstilling fra Bueskydning Danmark.
| Konkurrence | H/D   | Udøver     | Udtagelsesdato  |
| ----------- | ----- | ---------- | --------------- |
| Individuelt | Damer | Maja Jager | 8. oktober 2019 |

### Cykelsport

#### Kvalifikation
Der er 4 discipliner ved cykelsporten under sommer-OL 2020. Det drejer sig om Landevejscykling, Banecykling, Mountainbike og BMX. Kvalifikationen til de forskellige discipliner foregår efter de samme principper, men har dog flere forskelligheder. Men fælles for kvalifikationen til cykling er, at hvis man er kvalificeret i én disciplin, så kan nationen vælge at anvende samme rytter i en anden disciplin, såfremt nationen er kvalificeret i pågældende disciplin.

##### Landevejscykling
I landevejscykling konkurreres der for herrer med 130 mulige kvalificerede og for damer med 67 mulige kvalificerede. For begge køn er der konkurrencer i henholdsvis linjeløb og enkeltstart. Hver nation kunne højest kvalificerer 5 herrer og 4 damer til landevejscykling. Der var to separate kvalifikationssystemer, der gjaldt for henholdsvis linjeløb og enkeltstart både for damer og herre. Kvalifikationen til landevejscykling kunne ske gennem opnåelse af en nationskvoteplads baseret på verdensranglisten i perioden 22. oktober 2018 – 22. oktober 2019. Kvalifikationen til herrernes linjeløb blev afgjort med tildelingen af 5 nationale kvotepladser til de 6 højeste rangerede nationer på verdensranglisten, herefter var der 4 nationale kvotepladser til de næste 7 rangerede nationer (7-13), 3 nationale kvotepladser til de næste 8 rangerede nationer (14-21), 2 nationale kvotepladser til de næste 11 rangerede nationer (22-32) samt 1 national kvoteplads til de næste 18 rangerede nationer (33-50). Hos damerne var kvalifikationen tilsvarende med tildelingen af 4 nationale kvotepladser til de 5 højeste rangerede nationer på verdensranglisten, herefter var der 3 nationale kvotepladser til de næste 8 rangerede nationer (6-13) samt 2 nationale kvotepladser til de næste 9 rangerede nationer (14-22). For både herrer og damer var der yderligere den regel, at nationer med individuelle placeringer på verdensranglisten blandt de 200 bedste for herrer og de 100 bedste for damer ville opnå 1 national kvoteplads. Disse ekstra kvotepladser ville blive taget fra de nationer, der allerede havde kvalificeret sig - startende bagfra. Da kvalifikationsperioden var færdig pr. 22. oktober 2019 stod det klart, at Danmark havde kvalificeret 4 herrer (10. plads) og 3 damer (7. plads) til linjeløbene. Men der var så mange individuelle kvalificerede hos damerne, at Danmark måtte afgive den ene kvoteplads, så kvalifikationen resulterede i kun 2 kvotepladser til damerne mens herrerne bibeholdt deres 4 kvotepladser.
Kvalifikationen til herrernes enkeltstart blev afgjort med tildelingen af 1 national kvoteplads til de 30 højeste rangerede nationer på verdensranglisten. Herudover kunne der opnås 10 nationale kvotepladser ved VM i cykling i Harrogate, England i perioden 22. – 29. september 2019. Kvalifikationen til damernes enkeltstart blev afgjort med tildelingen af 1 national kvoteplads til de 15 højeste rangerede nationer på verdensranglisten. Herudover kunne der opnås 10 nationale kvotepladser ved VM i cykling i 2019.

##### Banecykling
I banecykling konkurreres der for herrer med 98 mulige kvalificerede og for damer med 91 mulige kvalificerede. For begge køn er der konkurrencer i henholdsvis Sprint, Holdsprint, Holdforfølgelse, Keirin, Omnium og Parløb. Hver nation kan højest kvalificerer 8 herrer og 7 damer til banecykling. Kvalifikationen til banecykling kan ske gennem opnåelse af en nationskvoteplads baseret på en særlig OL verdensrangliste fra 6. juli 2018 til 1. marts 2020. Den særlig OL verdensrangliste omfatter de regionale mesterskaber i 2018 og 2019, herunder EM i Glasgow, Storbritannien i perioden 2. august – 7. august 2018 og EM i Apeldoorn, Holland i perioden 16. oktober – 20. oktober 2019, de seks afdelinger af World Cup i henholdsvis 2018 og 2019 samt VM i Pruszkow, Polen i perioden 27. februar – 3. marts 2019 og VM i Berlin, Tyskland i perioden 26. februar – 1. marts 2020. For herrerne kvalificeres de 8 bedste nationer i parløb, holdsprint og holdforfølgelse med hver et hold af henholdsvis to ryttere, tre ryttere og fire ryttere. I sprint og keirin kvalificeres de 7 bedste nationer med én rytter i hver disciplin. I omnium kvalificeres de 12 bedste nationer med én rytter. For damerne kvalificeres de 8 bedste nationer i parløb, holdsprint og holdforfølgelse med hver et hold af henholdsvis to ryttere, to ryttere og fire ryttere. I sprint og keirin kvalificeres de 7 bedste nationer med én rytter i hver disciplin. I omnium kvalificeres de 13 bedste nationer med én rytter. COVID-19 pandemien havde ingen indflydelse på kvalifikationen, der blev afsluttet pr. 2. marts 2020.

##### Mountainbike
I mountainbike, hvor der konkurreres mellem 76 ryttere (38 herrer og 38 damer), må der maksimalt deltage tre herrer og to damer per nation. Kvalifikationen skete gennem opnåelse af kvotepladser, der bliver baseret på en særlig OL-verdensrangliste pr. 27. maj 2020. Denne rangliste er en kombination af ranglister fra perioden 28. maj 2018 – 27. maj 2019 og 28. maj 2019 – 27. maj 2020. På grund af COVID-19 pandemien blev verdensranglisten frosset pr. 3. marts 2020 og frem til en genåbning af kvalifikationen i 2021. Her vil resultaterne for deltagelsen i UCI World Cup i to weekender tælle med i kvalifikationen. For både herrer og damer bliver der tildelt tre nationale kvotepladser til de 2 højeste rangerede nationer (1-2), to nationale kvotepladser til de næste 5 nationer (3-7) samt én national kvoteplads til de efterfølgende 14 nationer (8-21).

##### BMX
I BMX konkurreres der for begge køn i henholdsvis BMX-racing og BMX-Freestyle.

I BMX-racing, hvor der konkurreres mellem 48 ryttere (24 herrer og 24 damer), må der maksimalt deltage tre herrer og damer per nation. Kvalifikationen kan ske gennem opnåelse af en nationskvoteplads baseret på en særlig OL-verdensrangliste i perioden 1. september 2018 – 1. juni 2020. På grund af COVID-19 pandemien blev verdensranglisten frosset pr. 3. marts 2020 og frem til en genåbning af kvalifikationen i 2021. Her vil resultaterne for deltagelsen i UCI World Cup i to weekender tælle med i kvalifikationen. For begge køn gælder det, at der tildeles tre nationale kvotepladser til de 2 højeste rangerede nationer (1-2), to nationale kvotepladser til de næste 3 nationer (3-5) samt én national kvoteplads til de efterfølgende 6 nationer (6-11). Herudover vil der være yderligere 3 nationale kvotepladser til de bedste tre nationer på den regulære verdensrangliste per 2. juni 2020. Endelig er der 2 nationale kvotepladser til de bedste to nationer ved VM i BMX-racing i 2020.
I BMX-freestyle, hvor der konkurreres mellem 18 ryttere (9 herrer og 9 damer), må der maksimalt deltage to herrer og damer per nation. Kvalifikationen kan ske gennem opnåelse af en nationskvoteplads baseret på en særlig OL-verdensrangliste i perioden 1. november 2018 - 12. maj 2020. På grund af COVID-19 pandemien blev verdensranglisten frosset pr. 3. marts 2020 og frem til en genåbning af kvalifikationen i 2021. Her vil resultaterne for deltagelsen i UCI World Cup i to weekender tælle med i kvalifikationen. For begge køn gælder det, at der tildeles to nationale kvotepladser til den højest rangerede (1) nationer og én national kvoteplads til de næste 4 nationer (2-5). Herudover vil der være yderligere 2 nationale kvotepladser til de bedste to nationer ved VM i BMX-freestyle i 2019.
DIF og Danmarks Cykle Union har aftalt at de nationale kvalifikationskrav som grundprincip følger de internationale kvalifikationskrav. DIF vil som hovedprincip deltage ved OL på de kvotepladser, der er til rådighed for Danmark.
Nedenfor er lister de opnåede kvalifikationer:
| Disciplin       | H/D    | Dato             | Verdensrang- listeplacering | OL krav                               |
| --------------- | ------ | ---------------- | --------------------------- | ------------------------------------- |
| Linjeløb        | Herrer | 22. oktober 2019 | Nummer 10                   | Nationer rangeret mellem 7 - 13       |
| Linjeløb        | Herrer | 22. oktober 2019 | Nummer 10                   | Nationer rangeret mellem 7 - 13       |
| Linjeløb        | Herrer | 22. oktober 2019 | Nummer 10                   | Nationer rangeret mellem 7 - 13       |
| Linjeløb        | Herrer | 22. oktober 2019 | Nummer 10                   | Nationer rangeret mellem 7 - 13       |
| Linjeløb        | Damer  | 22. oktober 2019 | Nummer 7                    | Nationer rangeret mellem 6 - 13       |
| Linjeløb        | Damer  | 22. oktober 2019 | Nummer 7                    | Nationer rangeret mellem 6 - 13       |
| Enkeltstart     | Herrer | 22. oktober 2019 | Nummer 10                   | Nationer rangeret blandt de 30 bedste |
| Enkeltstart     | Damer  | 22. oktober 2019 | Nummer 7                    | Nationer rangeret blandt de 15 bedste |
| Holdforfølgelse | Herrer | 1. marts 2020    | Nummer 1                    | Nationer rangeret blandt de 8 bedste  |
| Holdforfølgelse | Herrer | 1. marts 2020    | Nummer 1                    | Nationer rangeret blandt de 8 bedste  |
| Holdforfølgelse | Herrer | 1. marts 2020    | Nummer 1                    | Nationer rangeret blandt de 8 bedste  |
| Holdforfølgelse | Herrer | 1. marts 2020    | Nummer 1                    | Nationer rangeret blandt de 8 bedste  |
| Parløb          | Herrer | 1. marts 2020    | Nummer 1                    | Nationer rangeret blandt de 8 bedste  |
| Parløb          | Herrer | 1. marts 2020    | Nummer 1                    | Nationer rangeret blandt de 8 bedste  |
| Omnium          | Herrer | 1. marts 2020    | Nummer 7                    | Nationer rangeret blandt de 12 bedste |
| Parløb          | Damer  | 1. marts 2020    | Nummer 3                    | Nationer rangeret blandt de 8 bedste  |
| Parløb          | Damer  | 1. marts 2020    | Nummer 3                    | Nationer rangeret blandt de 8 bedste  |
| Omnium          | Damer  | 1. marts 2020    | Nummer 7                    | Nationer rangeret blandt de 13 bedste |
| MTB             | Herrer | 18. maj 2021     | Nummer 11                   | Nationer rangeret mellem 8 - 21       |
| MTB             | Damer  | 18. maj 2021     | Nummer 6                    | Nationer rangeret mellem 3 - 7        |
| MTB             | Damer  | 18. maj 2021     | Nummer 6                    | Nationer rangeret mellem 3 - 7        |
| BMX-racing      | Damer  | 1. juni 2021     | Nummer 9                    | Nationer rangeret mellem 6 - 11       |

#### Udtagelse
Nedenfor er listet atleter, som blev udtaget af Danmarks Idrætsforbund efter indstilling fra Danmarks Cykle Union.
| Konkurrence     | H/D    | Udøver                                                                               | Udtagelsesdato |
| --------------- | ------ | ------------------------------------------------------------------------------------ | -------------- |
| Linjeløb        | Herrer | Jakob Fuglsang                                                                       | 20. maj 2021   |
| Linjeløb        | Herrer | Kasper Asgreen                                                                       | 20. maj 2021   |
| Enkeltstart     | Herrer | Kasper Asgreen                                                                       | 20. maj 2021   |
| MTB             | Herrer | Sebastian Fini                                                                       | 27. maj 2021   |
| MTB             | Damer  | Caroline Bohé                                                                        | 27. maj 2021   |
| MTB             | Damer  | Malene Degn                                                                          | 27. maj 2021   |
| Holdforfølgelse | Herrer | Julius Johansen Niklas Larsen Frederik Rodenberg Rasmus Lund Pedersen Michael Mørkøv | 2. juni 2021   |
| Parløb          | Herrer | Lasse Norman Hansen Michael Mørkøv                                                   | 2. juni 2021   |
| Omnium          | Herrer | Lasse Norman Hansen                                                                  | 2. juni 2021   |
| Parløb          | Damer  | Julie Leth Amalie Dideriksen                                                         | 2. juni 2021   |
| Omnium          | Damer  | Amalie Dideriksen                                                                    | 2. juni 2021   |
| BMX-racing      | Damer  | Simone Tetsche Christensen                                                           | 9. juni 2021   |
| Linjeløb        | Herrer | Christopher Juul-Jensen                                                              | 24. juni 2021  |
| Linjeløb        | Herrer | Michael Valgren Andersen                                                             | 24. juni 2021  |
| Linjeløb        | Damer  | Cecilie Uttrup Ludwig                                                                | 24. juni 2021  |
| Linjeløb        | Damer  | Emma Norsgaard Jørgensen                                                             | 24. juni 2021  |
| Enkeltstart     | Damer  | Emma Norsgaard Jørgensen                                                             | 24. juni 2021  |

### Golf

#### Kvalifikation
Der kan opnås kvotepladser, for både herrer og damer, for de bedste 60 spillere, gennem placering på en særlig verdensrangliste pr. 22. juni 2020 (herrer) og 29. juni 2020 (damer). Denne periode er forlænget på grund af COVID-19 pandemien til 21. juni 2021 (herrer) og 28. juni 2021 (damer). Ranglisten er baseret på resultater opnået fra 1. juli 2018 (herrer) og 8. juli 2018 (damer). Kvotepladserne fordeles på den måde, at de 15 øverste på listen opnår kvalifikation, dog med den begrænsning, at der kun kan deltage 4 spillere fra hver nation. Ud over de 15 øverste på listen opnås kvalifikation ved at være én af sin nations bedst placerede, dog med den begrænsning, at kvoten på 2 ikke allerede er opnået gennem de 15 øverste på listen. 

DIF og Dansk Golf Union har aftalt at de nationale kvalifikationskrav som grundprincip følger de internationale kvalifikationskrav. DIF vil som hovedprincip deltage ved OL på de kvotepladser, der er til rådighed for Danmark. Ved kvalifikationsperiodens afslutning var følgende kvalificeret:
| H/D    | Udøver                  | Nr. på ranglisten |
| ------ | ----------------------- | ----------------- |
| Herrer | Rasmus Højgaard         | 34                |
| Herrer | Joachim B. Hansen       | 42                |
| Damer  | Nanna Koerstz Madsen    | 24                |
| Damer  | Emily Kristine Pedersen | 30                |

#### Udtagelse
Nedenfor er listet atleter, som blev udtaget af Danmarks Idrætsforbund efter indstilling fra Dansk Golf Union .
| Konkurrence | H/D    | Udøver                  | Udtagelsesdato |
| ----------- | ------ | ----------------------- | -------------- |
| Herrer      | Herrer | Rasmus Højgaard         | 2. juli 2021   |
| Herrer      | Herrer | Joachim B. Hansen       | 2. juli 2021   |
| Damer       | Damer  | Nanna Koerstz Madsen    | 2. juli 2021   |
| Damer       | Damer  | Emily Kristine Pedersen | 2. juli 2021   |

### Hestesport

#### Kvalifikation
Hestesporten har tre forskellige discipliner med ved OL. Det drejer sig om military, dressur og spring. Kvalifikationerne til holdkonkurrencerne er vigtige, da alle kvalificerede ryttere på et hold også deltager i den individuelle konkurrence. Alle kvalifikationspladser er nationale, hvorfor andre ryttere end de som har sikret kvalifikationen kan udtages.
Kvalifikationen til én af de i alt 15 hold-kvotepladser i military for hold (tre ryttere) kunne ske gennem VM i 2018 i Tryon, North Carolina, USA i perioden 13. – 16. september 2018 (seks hold), gennem EM i 2019 (to hold) eller ved Nations Cup finalen i 2019 (ét hold). Den individuelle kvalificering er kun for ryttere fra nationer, der ikke kvalificerer et hold. Kvalificeringen sker via en særlig olympisk rangliste, der løb i perioden 1. januar – 31. december 2019. Hver nation kan højst kvalificere to ryttere. Danmark hører til i den nordeuropæiske gruppe, hvor der er mulighed for at kvalificere to ryttere. Sluttelig er der seks universelle kvalifikationspladser, der fordeles efter alle andre kriterier. Disse pladser fordeles til de seks øverst placerede på den særlig olympiske rangliste med de ryttere, som ikke er kvalificeret på anden måde.
Kvalifikationen til én af de i alt 15 hold-kvotepladser i dressur for hold (tre ryttere) kunne ske gennem VM i 2018 i Tryon, North Carolina, USA i perioden 12. – 16. september 2018 (seks hold) eller gennem EM i Rotterdam, Holland i perioden 19. – 25. august 2019 (tre hold), hvor Danmark, med en femteplads kvalificerede sig, da alle hold foran Danmark allerede var kvalificeret via VM. Den individuelle kvalificering er kun for ryttere fra nationer, der ikke kvalificerer et hold. Kvalificeringen sker via en særlig olympisk rangliste, der løb i perioden 1. januar – 31. december 2019. Hver nation kan højst kvalificere to ryttere.
Kvalifikationen til én af de i alt 20 hold-kvotepladser til spring for hold (tre ryttere) kunne ske gennem VM i 2018 i Tryon, North Carolina, USA i perioden 19. – 23. september 2018 (seks hold), gennem EM i Rotterdam, Holland i perioden 19. – 25. august 2019 (tre hold) eller ved Nations Cup finalen i 2019 (ét hold). Den individuelle kvalificering er kun for ryttere fra nationer, der ikke kvalificerer et hold. Kvalificeringen sker via en særlig olympisk rangliste, der løb i perioden 1. januar – 31. december 2019. Hver nation kan højest kvalificere to ryttere. Danmark hører til i den nordeuropæiske gruppe, hvor der er mulighed for at kvalificere to ryttere.
Der tages forbehold for senere aftaler mellem Danmarks Idrætsforbund og Dansk Ride Forbund.
Nedenfor er oplistet de kvalificerede:
| Disciplin | Konkurrence | Rytter                                               | Hest                                                            | Dato                  | Begivenhed          | Resultat            | Placering                        | OL krav                                   |
| --------- | ----------- | ---------------------------------------------------- | --------------------------------------------------------------- | --------------------- | ------------------- | ------------------- | -------------------------------- | ----------------------------------------- |
| Dressur   | Hold*       | Daniel Bachmann Andersen Cathrine Dufour Anders Dahl | Blue Hors Zack Atterupgaards Cassidy Fidelio van het Bloemenhof | 19. – 25. august 2019 | EM 2019 i Rotterdam | 228,541 (gs 76,180) | 5. plads                         | 3 bedst placerede (ej kvalificeret)       |
| Spring    | Individuelt | Emil Hallundbæk                                      | Chalisco                                                        | 31. december 2019     | Olympisk rangliste  | N/A                 | 1. plads i Gruppe A              | 2 bedst placerede i Gruppe A              |
| Military  | Individuelt | Peter Flarup                                         | Fascination                                                     | 31. december 2019     | Olympisk rangliste  | N/A                 | 4. plads efter andre fordelinger | 6 bedst placerede efter andre fordelinger |

* Agnete Kirk Thinggaard deltog også på det danske hold på hesten Jojo AZ, men i modsætning til ved VM og EM er der kun tre ryttere på et hold ved OL.

#### Udtagelse
Nedenfor er listet ryttere, som blev udtaget af Danmarks Idrætsforbund’s bestyrelse på baggrund af en indstilling fra Dansk Ride Forbund .
| Konkurrence | Udøver                                                                       | Hest                                                | Udtagelsesdato |
| ----------- | ---------------------------------------------------------------------------- | --------------------------------------------------- | -------------- |
| Dressur     | Cathrine Dufour Carina Cassøe Krüth Nanna Skodborg Merrald Charlotte Heering | Bohemian Heiline’s Danciera Blue Hors Zack Bufranco | 25. juni 2021  |
| Spring      | Andreas Schou                                                                | Darc de Lux                                         | 25. juni 2021  |
| Military    | Peter Flarup                                                                 | Fascination                                         | 25. juni 2021  |

### Håndbold

#### Kvalifikation
Herrelandsholdet havde mulighed for kvalifikation gennem VM i 2019 i perioden 10. – 27. januar i Danmark og Tyskland, hvor der blev uddelt én kvalifikationsplads. Den anden mulighed for kvalifikation ville være ved EM i 2020 i perioden 10. – 26. januar i Sverige, Norge og Østrig, hvor der ligeledes bliver uddelt én kvalifikationsplads. Endelig ville der også være mulighed for at tage en af de to kvalifikationspladser ved den olympisk kvalifikationsturnering i perioden 16. – 19. april 2020. Imidlertid blev Danmark verdensmestre ved VM i 2019, hvorfor de tog den første kvalifikationsmulighed.
Damelandsholdet have mulighed for kvalifikation gennem EM i 2018 i perioden 29. november – 16. december i Frankrig, hvor der bliver uddelt én kvalifikationsplads. Den anden mulighed for kvalifikation var ved VM i 2019 i perioden 29. november – 15. december i Japan, hvor der ligeledes blev uddelt én kvalifikationsplads. Endelig er der mulighed for at tage en af de to kvalifikationspladser ved den olympisk kvalifikationsturnering i perioden 19. – 22. marts 2020. Ved EM i 2018 blev det til en ottendeplads for Danmark, hvorfor denne kvalifikationsmulighed glippede og ved VM i 2019 blev det til en niendeplads for Danmark, hvorfor også denne kvalifikationsmulighed glippede. Samtid skulle det danske hold have opnået mindst en syvendeplads for at komme til den olympiske kvalifikationsturnering. Det danske damelandshold kommer således ikke til OL i 2020.
Nedenfor er oplistet det kvalificerede hold.
| Disciplin | H/D    | Dato            | Begivenhed                        | Placering |
| --------- | ------ | --------------- | --------------------------------- | --------- |
| Håndbold  | Herrer | 27. januar 2019 | Håndbold VM i Danmark og Tyskland | 1. plads  |

#### Udtagelse
Nedenfor er listet atleter, som blev udtaget af Danmarks Idrætsforbund’s bestyrelse på baggrund af en indstilling fra Dansk Håndbold.
| Disciplin | H/D    | Udøver                 | Udtagelsesdato |
| --------- | ------ | ---------------------- | -------------- |
| Håndbold  | Herrer | Niklas Landin          | 1. juli 2021   |
| Håndbold  | Herrer | Kevin Møller           | 1. juli 2021   |
| Håndbold  | Herrer | Magnus Landin          | 1. juli 2021   |
| Håndbold  | Herrer | Magnus Saugstrup       | 1. juli 2021   |
| Håndbold  | Herrer | Henrik Møllgaard       | 1. juli 2021   |
| Håndbold  | Herrer | Lasse Svan             | 1. juli 2021   |
| Håndbold  | Herrer | Mads Mensah            | 1. juli 2021   |
| Håndbold  | Herrer | Henrik Toft Hansen     | 1. juli 2021   |
| Håndbold  | Herrer | Mikkel Hansen          | 1. juli 2021   |
| Håndbold  | Herrer | Morten Olsen           | 1. juli 2021   |
| Håndbold  | Herrer | Johan Hansen           | 1. juli 2021   |
| Håndbold  | Herrer | Lasse Andersson        | 1. juli 2021   |
| Håndbold  | Herrer | Jacob Holm             | 1. juli 2021   |
| Håndbold  | Herrer | Mathias Gidsel         | 1. juli 2021   |
| Håndbold  | Herrer | Emil Jakobsen, Reserve | 1. juli 2021   |
| Håndbold  | Herrer | Simon Hald, Reserve    | 1. juli 2021   |

### Judo

#### Kvalifikation
I judo er der 7 vægtklasser for henholdsvis herrer og damer. Hver nation kan opnå én kvoteplads i hver vægtklasse. Der vil, til konkurrencerne, være 386 udøvere fordelt på 193 herrer og 193 damer. Yderligere vil der være en mixed holdkonkurrence, men der kan ikke kvalificeres til denne konkurrence, da kun nationer med tilstrækkelige antal kvalificerede individuelle udøvere kan deltage. Kvalifikation kan opnås, i hver vægtklasse, gennem placering på en særlig verdensrangliste, der vil være gældende i perioden 25. maj 2018 – 24. maj 2020, dog udvidet til 24. juni 2021 på grund af COVID-19. Her vil det være gældende, at de 18 øverste på ranglisten vil være kvalificeret. Yderligere vil der være 25 kvotepladser (13 herrer og 12 damer) ekstra til Europa. Disse kvotepladser fordeles til de bedste 25 forskellige nationer, der på tværs af vægtklasserne og på tværs af køn ligger øverst på verdensranglisterne. Endelig er der 20 ekstra universelle kvotepladser, der fordeles af IOC.
Ved kvalifikationsperiodens afslutning havde Danmark opnået kvalifikation med følgende:
| Disciplin         | H/D   | Udøver            | Dato          | Resultat                          | OL krav                           | Begivenhed        |
| ----------------- | ----- | ----------------- | ------------- | --------------------------------- | --------------------------------- | ----------------- |
| Judo 63 kg, damer | Damer | Lærke Marie Olsen | 24. juni 2021 | 3. europæiske ekstrakvalifikation | 3. europæiske ekstrakvalifikation | Verdensranglisten |

#### Udtagelse
Nedenfor er listet atleten, som blev udtaget af Danmarks Idrætsforbund’s bestyrelse på baggrund af en indstilling fra Dansk Judo og Ju-Jitsu Union.
| Konkurrence       | H/D   | Udøver            | Udtagelsesdato |
| ----------------- | ----- | ----------------- | -------------- |
| Judo 63 kg, damer | Damer | Lærke Marie Olsen | 26. juni 2021  |

### Kano og kajak

#### Kvalifikation
Kano og kajak har fire forskellige discipliner med ved OL i 2020. Det drejede sig dels om sejlads i Kano og Kajak dels om disciplinerne sprint og slalom. For alle discipliner gælder det, at kvalifikationen er for kvotepladser.
Første mulighed for kvalifikation for kano og kajak i Sprint var ved VM i 2019 i perioden 21. – 25. august i Szeged, Ungarn. Her blev der uddelt kvotepladser til følgende både for herrer: Fem (5) kvotepladser i 200 meter enerkajak, fem (5) kvotepladser i 1000 meter enerkajak, seks (6) kvotepladser i 1000 meter toerkajak, ti (10) kvotepladser i 500 meter firekajak, fem (5) kvotepladser i 1000 meter enerkano samt otte (8) kvotepladser i 1000 meter toerkano. Der blev uddelt kvotepladser til følgende både for damer: Fem (5) kvotepladser i 200 meter enerkajak, fem (5) kvotepladser i 500 meter enerkajak, seks (6) kvotepladser i 500 meter toerkajak, ti (10) kvotepladser i 500 meter firekajak, fem (5) kvotepladser i 200 meter enerkano samt otte (8) kvotepladser i 500 meter toerkano. 

Anden mulighed for kvalifikation er ved den europæiske kvalifikation i Racice, Tjekkiet i perioden 6. – 7. maj 2020. Her bliver der uddelt kvotepladser til følgende både for herrer: To (2) kvotepladser i 200 meter enerkajak, to (2) kvotepladser i 1000 meter enerkajak, to (2) kvotepladser i 1000 meter toerkajak, én (1) kvoteplads i 1000 meter enerkano samt fire (4) kvotepladser i 1000 meter toerkano. Der bliver uddelt kvotepladser til følgende både for damer: To (2) kvotepladser i 200 meter enerkajak, to (2) kvotepladser i 500 meter enerkajak, to (2) kvotepladser i 500 meter toerkajak, én (1) kvoteplads i 200 meter enerkano samt fire (4) kvotepladser i 500 meter toerkano. 

Sidste mulighed for kvalifikation er ved World cup i Duisburg, Tyskland i perioden 23. – 25. maj 2020. Her bliver der uddelt kvotepladser til følgende både: Én (1) kvoteplads i 200 meter enerkajak, én (1) kvoteplads i 1000 meter enerkajak, én (1) kvoteplads i 1000 meter enerkano, én (1) kvoteplads i 200 meter enerkajak, én (1) kvoteplads i 500 meter enerkajak samt én (1) kvoteplads i 200 meter enerkano.
Første mulighed for kvalifikation for kano og kajak i Slalom var ved VM i 2019 i perioden 21. – 25. august i La Seu d’Urgell, Spanien. Her blev der uddelt kvotepladser til følgende både: (18) kvotepladser i enerkajak for herrer, (11) kvotepladser i enerkano for herrer, (18) kvotepladser i enerkajak for damer samt (11) kvotepladser i enerkano for damer.

Anden og sidste mulighed for kvalifikation er ved den europæiske kvalifikation i London, England i perioden 15. – 17. maj 2020. Her kan der kvalificeres yderligere én båd i de fire bådklasser.
Nedenfor er listet resultaterne for atleter, som klarede det internationale kvalifikationskrav for en kvoteplads.
| Bådtype  | H/D   | Udøver                                                                              | Dato            | Begivenhed | Resultat  | Internationalt OL krav |
| -------- | ----- | ----------------------------------------------------------------------------------- | --------------- | ---------- | --------- | ---------------------- |
| K1 200 m | Damer | Emma Aastrand Jørgensen                                                             | 24. august 2019 | VM 2019    | 3. plads  | Blandt de 5 bedste     |
| K1 500 m | Damer | Emma Aastrand Jørgensen                                                             | 25. august 2019 | VM 2019    | 5. plads  | Blandt de 5 bedste     |
| K4 500 m | Damer | Emma Aastrand Jørgensen Line Langelund Eriksen Julie Frølund Funch Pernille Knudsen | 25. august 2019 | VM 2019    | 11. plads | Blandt de 10 bedste*   |

* Kvalifikationen kom efter reallokering af dobbeltkvalificeringer, hvor bådens andenplads i B-finalen gjorde den til bedste europæiske nation i B-finalen, hvilket var tilstrækkeligt. 

DIF og Dansk Kano og Kajak Forbund har aftalt at de nationale kvalifikationskrav som grundprincip følger de internationale kvalifikationskrav. DIF vil som hovedprincip deltage ved OL på de kvotepladser, der er til rådighed for Danmark.

#### Udtagelse
Nedenfor er listet atleter, som blev udtaget af Danmarks Idrætsforbund’s bestyrelse på baggrund af en indstilling fra Dansk Kano og Kajak Forbund .
| Konkurrence | H/D   | Udøver                                                                                     | Udtagelsesdato |
| ----------- | ----- | ------------------------------------------------------------------------------------------ | -------------- |
| K1 200 m    | Damer | Emma Aastrand Jørgensen                                                                    | 28. maj 2021   |
| K1 500 m    | Damer | Emma Aastrand Jørgensen                                                                    | 28. maj 2021   |
| K2 500 m    | Damer | Bolette Nyvang Iversen Julie Frølund Funch                                                 | 28. maj 2021   |
| K4 500 m    | Damer | Emma Aastrand Jørgensen Bolette Nyvang Iversen Julie Frølund Funch Sara Corfixsen Milthers | 28. maj 2021   |

### Roning

#### Kvalifikation
I roning er der syv bådklasser for henholdsvis herrer og damer. Disse klasser er for damer: singlesculler, dobbeltsculler, dobbeltfirer, letvægtsdobbeltsculler, toer uden styrmand, firer uden styrmand samt otter med styrmand og for herrer: singlesculler, dobbeltsculler, dobbeltfirer, letvægtsdobbeltsculler, toer uden styrmand, firer uden styrmand samt otter med styrmand. Dette betyder, at den legendariske danske disciplin letvægtsdobbeltfirer for herrer ikke længere er på det olympiske program. Til kvalifikationen til sommer-OL 2020 gælder det, at hver nation kun kan kvalificere én båd til hver klasse. Samlet kan der derfor højest være 48 roere fra én nation, hvis denne nation er repræsenteret i alle klasser. I alt deltager der 526 roere i konkurrencen. Første kvalifikationsmulighed var ved VM i roning i 2019 i Linz-Ottensheim, Østrig i perioden 25. august – 1. september 2019, hvor følgende kvalifikationer kunne ske: ni både i singlesculler, elleve både i dobbeltsculler, otte både i dobbeltfirer, otte både i letvægtsdobbeltsculler, elleve både i toer uden styrmand, otte både i firer uden styrmand og fem både i otter med styrmand. Ved den europæiske kvalifikationsregatta i Varese, Italien i perioden 27. – 29. april 2020 kan der kvalificeres tre både i singlesculler og to både i letvægtsdobbeltsculler, mens der ved den sidste internationale kvalifikation i Luzern, Schweiz i perioden 17. – 19. maj 2020 kan kvalificeres to både i alle klasser. 

Nedenfor er listet resultaterne for atleter, som klarede det internationale kvalifikationskrav for en kvoteplads. 

| Bådtype             | H/D    | Udøver                                                                                         | Dato              | Begivenhed               | Resultat | Internationalt OL krav |
| ------------------- | ------ | ---------------------------------------------------------------------------------------------- | ----------------- | ------------------------ | -------- | ---------------------- |
| Firer uden styrmand | Damer  | Frida Sanggaard Nielsen Hedvig Lærke Berg Rasmussen Christina Juhl Johansen Ida Gørtz Jacobsen | 31. august 2019   | VM 2019                  | 3. plads | Blandt de 8 bedste     |
| Singlesculler       | Herrer | Sverri Sandberg Nielsen                                                                        | 1. september 2019 | VM 2019                  | 2. plads | Blandt de 9 bedste     |
| Toer uden styrmand  | Herrer | Joachim Sutton Frederic Vystavel                                                               | 16. maj 2021      | OL kvalifikation, Luzern | 2. plads | Blandt de 2 bedste     |
| Toer uden styrmand  | Damer  | Fie Udby Erichsen Lærke Berg Rasmussen                                                         | 16. maj 2021      | OL kvalifikation, Luzern | 2. plads | Blandt de 2 bedste     |

DIF og Dansk Forening for Rosport har aftalt at de nationale kvalifikationskrav som grundprincip følger de internationale kvalifikationskrav. DIF vil som hovedprincip deltage ved OL på de kvotepladser, der er til rådighed for Danmark.

#### Udtagelse
Nedenfor er listet atleter, som blev udtaget af Danmarks Idrætsforbund’s bestyrelse på baggrund af en indstilling fra Dansk Forening for Rosport .
| Konkurrence         | H/D    | Udøver                                                                                 | Udtagelsesdato    |
| ------------------- | ------ | -------------------------------------------------------------------------------------- | ----------------- |
| Singlesculler       | Herrer | Sverri Sandberg Nielsen                                                                | 21. december 2020 |
| Toer uden styrmand  | Herrer | Joachim Sutton Frederic Vystavel                                                       | 1. juni 2021      |
| Toer uden styrmand  | Damer  | Fie Udby Erichsen Hedvig Lærke Berg Rasmussen                                          | 1. juni 2021      |
| Firer uden styrmand | Damer  | Frida Sanggaard Nielsen Trine Dahl Pedersen Christina Juhl Johansen Ida Gørtz Jacobsen | 1. juni 2021      |

### Sejlsport

#### Kvalifikation
Kvalifikationen sker ved at opnå kvotepladser for alle bådtyper og kan finde sted ved VM i 2018 i perioden 30. juli – 12. august i Århus, ved VM i 2019 for de separate bådklasser eller ved det regionale europæiske kvalifikationsstævne. Der kan foretages kvalifikation i følgende 10 bådtyper: Sejlbræt RS:X for herrer og damer, Finnjolle (herrer), Laser (herrer), Laser Radial (damer), 49er (herrer), 49erFX (damer), 470-jolle for herrer og dame og Nacra 17 (mixed).
Nedenfor er listet Bådtyper, herrer eller damer, navn(e) på udøveren der kvalificerede båden, begivenheden, placeringen samt dato for kvalifikationen.
| Bådtype       | H/D    | Udøver                                 | Begivenhed                      | Placering | Dato            |
| ------------- | ------ | -------------------------------------- | ------------------------------- | --------- | --------------- |
| Laser Radial  | Damer  | Anne-Marie Rindom                      | Verdensmesterskabet, Århus 2018 | 3. plads  | 10. august 2018 |
| Sejlbræt RS:X | Damer  | Lærke Buhl-Hansen                      | Verdensmesterskabet, Århus 2018 | 14. plads | 10. august 2018 |
| 49er          | Herrer | Mads Emil Lübeck Nikolaj Hoffmann Buhl | Verdensmesterskabet, Århus 2018 | 11. plads | 10. august 2018 |
| 49erFX        | Damer  | Jena Mai Hansen Katja Salskov-Iversen  | Verdensmesterskabet, Århus 2018 | 5. plads  | 11. august 2018 |
| Nacra 17      | Mix    | Lin Ea Cenholt Christian Peter Lübeck  | Verdensmesterskabet, Århus 2018 | 4. plads  | 11. august 2018 |

DIF og Dansk Sejlunion har aftalt at de nationale kvalifikationskrav som grundprincip følger de internationale kvalifikationskrav. DIF vil som hovedprincip deltage ved OL på de kvotepladser, der er til rådighed for Danmark.

#### Udtagelse
Nedenfor er listet atleter, som blev udtaget af Danmarks Idrætsforbund’s bestyrelse på baggrund af en indstilling fra Dansk Sejlunion.
| Konkurrence   | H/D    | Udøver                                | Udtagelsesdato |
| ------------- | ------ | ------------------------------------- | -------------- |
| 49er          | Herrer | Jonas Warrer Jakob Precht             | 27. marts 2020 |
| 49erFX        | Damer  | Ida Marie Baad Marie Thusgaard        | 27. marts 2020 |
| Nacra 17      | Mix    | Lin Ea Cenholt Christian Peter Lübeck | 27. marts 2020 |
| Laser Radial  | Damer  | Anne-Marie Rindom                     | 12. maj 2020   |
| Sejlbræt RS:X | Damer  | Lærke Buhl-Hansen                     | 12. maj 2020   |

### Skateboard

#### Kvalifikation
I skateboard afholdes der 4 konkurrencer (to per køn), hvor disciplinerne er Park og Street. Der vil være 20 deltagere til hver konkurrence og hver nation kan højest kvalificere 3 deltagere per disciplin. De tre bedste ved VM i 2020 i alle discipliner bliver kvalificeret. De resterende deltagere per disciplin kvalificeres i henhold til en særlig olympisk rangliste, der opgøres i perioden fra 1. januar 2019 til 31. maj 2020, der dog blev udsat til 29. juni 2021 på grund af COVID-19.
Ved kvalifikationsperiodens afslutning havde følgende sikret en kvoteplads til Danmark. 

| Disciplin | H/D    | Udøver        | Dato         | Begivenhed        | Resultat  |
| --------- | ------ | ------------- | ------------ | ----------------- | --------- |
| Park      | Herrer | Rune Glifberg | 9. juni 2021 | Verdensranglisten | Nummer 32 |

#### Udtagelse
Nedenfor er listet atleter, som blev udtaget af Danmarks Idrætsforbund’s bestyrelse på baggrund af en indstilling fra Dansk Svømmeunion.
| Konkurrence | H/D    | Udøver        | Udtagelsesdato |
| ----------- | ------ | ------------- | -------------- |
| Park        | Herrer | Rune Glifberg | 19. juni 2021  |

### Skydning

#### Kvalifikation
Antallet af discipliner ved skydning under sommer-OL 2020 er fastholdt på 15. Men der er kommet 3 nye mixed holdkonkurrencer ind på bekostning af 3 discipliner for herrer. Der dystes således herefter i 10 meter luftriffel (herrer) (595,0), 50 meter riffel, helmatch (herrer) (1135), 10 meter luftpistol (herrer) (563), 25 meter silhuetpistol (herrer) (560), Skeetskydning (herrer) (114), Trap (herrer) (112), 10 meter luftriffel (damer) (590,0), 50 meter riffel, helmatch (damer) (1115), 10 meter luftpistol (damer) (550), 25 meter pistol (damer) (555), Skeetskydning (damer) (92), Trap (damer) (92), 10 meter luftriffel (mixed team) (790,0), 10 meter luftpistol (mixed team) (742) og Trap (mixed team) (122). Tallene i parentes er de internationale minimumskrav til en score for kvalifikation.
Der er 360 skytter, der i alt kan kvalificere sig, hvor 29 kan kvalificere sig til hver enkel af de 12 individuelle konkurrencer mens der kvalificeres 12 skytter særskilt til mixed team konkurrencerne. Kvalifikationsperioden vil være fra 1. september 2018 til 30. april 2020. Hver nation må højst få kvalificeret 2 skytter per disciplin og højst i alt 12 skytter. Herudover kan en nation få kvalificeret ét team (én herre og én dame) per disciplin i mixed team-konkurrencerne. Selve kvalifikationen starter ved VM i 2018 i perioden 31. august - 15. september 2018 i Changwon, Sydkorea, hvor 2 mixed teams per disciplin og 48 (herrer og damer) bliver kvalificeret. Herefter kan der kvalificeres i ét af de i alt 8 World Cup stævner, der gennemføres i 2019. Her kan der i alt kvalificeres 96 (herrer og damer). Endelig kan der også kvalificeres i ét af de i alt 6 europæiske mesterskaber eller designerede stævner. I denne forbindelse kan der kvalificeres 52 (herrer og damer).
Der tages forbehold for en senere aftale mellem Danmarks Idrætsforbund og Dansk Skytte Union.
Nedenfor er listet disciplin, herrer eller damer, navn på udøveren der sikrede kvotepladsen, dato for kvalifikationen, begivenheden, placeringen, kvalifikationsresultatet samt det internationale kvalifikationskrav.
| Disciplin                 | H/D    | Udøver             | Dato               | Begivenhed                             | Placering | Kvalifikation resultatet | Internationale kvalifikationskrav |
| ------------------------- | ------ | ------------------ | ------------------ | -------------------------------------- | --------- | ------------------------ | --------------------------------- |
| Skeetskydning             | Herrer | Jesper Hansen      | 15. april 2019     | Shotgun World Cup i Al Ain, UAE        | 2. plads  | 122                      | 114                               |
| 10 meter luftriffel       | Damer  | Anna Skade Nielsen | 23. april 2019     | World Cup Rifle/Pistol - Beijing, Kina | 7. plads  | 628,3                    | 590,0                             |
| 50 meter riffel, helmatch | Damer  | Stine Nielsen      | 21. september 2019 | EM Rifle/Pistol - Bologna, Italien     | 6. plads  | 1177                     | 1115                              |
| 50 meter riffel, helmatch | Herrer | Steffen Olsen      | 24. marts 2021     | World Cup - New Delhi, Indien          | 3. plads  | 450,9                    | Nr. 8 på verdensranglisten        |

#### Udtagelse
Nedenfor er listet atleter, som blev udtaget af Danmarks Idrætsforbund’s bestyrelse på baggrund af en indstilling fra Dansk Skytte Union.
| Konkurrence                      | H/D    | Udøver                           | Udtagelsesdato    |
| -------------------------------- | ------ | -------------------------------- | ----------------- |
| Skeetskydning                    | Herrer | Jesper Hansen                    | 14. november 2019 |
| 10 meter luftriffel              | Damer  | Anna Skade Nielsen               | 15. juni 2021     |
| 50 meter riffel, helmatch        | Damer  | Rikke Mæng Ibsen                 | 15. juni 2021     |
| 50 meter riffel, helmatch        | Herrer | Steffen Olsen                    | 15. juni 2021     |
| 10 meter luftriffel (mixed team) | Mixed  | Steffen Olsen Anna Skade Nielsen | 15. juni 2021     |

### Svømmesport

#### Kvalifikation
Svømmesporten er opdelt i fem discipliner under sommer-OL 2020. Disse discipliner er vandpolo, synkronsvømning, udspring, svømning i bassin og svømning i åbent vand (maraton).
I vandspolo kan der kvalificeres 12 hold for herrer og 10 hold for damer. Hvert hold består af 11 spillere. Første mulighed for kvalifikation er ved World League stævnerne i 2019. Her kvalificerer det vindende hold sig (både for herrer og damer). Næste mulighed er ved VM i 2019 i Gwangju, Sydkorea i perioden 12. – 28. juli 2019, hvor de to bedste herrehold og det bedste damehold kvalificere sig. Yderligere er der én kvalifikationsplads til det bedste hold i Europa i 2020. Endelig bliver der afholdt én kvalifikationsturnering for herrer og én for damer i foråret 2020. Her kan der kvalificeres 3 hold for herrer og 2 hold for damer.
I synkronsvømning kan der i alt kvalificeres 104 deltagere, der alle er damer. Der afholdes en holdkonkurrence og en konkurrence for par. Hver nation kan kvalificere ét hold og ét par. Der vil deltage 10 hold og 22 par. Til holdkonkurrencen kan hver kontinent, herunder Europa, kvalificere ét hold i løbet af 2019. Ved VM i 2019 i Gwangju, Sydkorea kan der kvalificeres 2 hold mens der kvalificeres 3 hold i den afsluttende kvalifikationsturnering i Tokyo, Japan i foråret 2020. De 10 første par vil automatisk være kvalificeret når holdkvalifikationen er på plads. Der er nemlig tilladt at danne et par ud fra hvert hold. I løbet af 2019 vil der blive kvalificeret ét europæisk par. Endelig kan der kvalificeres 7 par ved den afsluttende kvalifikationsturnering i Tokyo, Japan i foråret 2020.
I udspring kan der i alt kvalificeres 136 deltagere (68 herrer og 68 damer) til de 8 konkurrencer. Der konkurreres i udspring fra 3 meter vippe og 10 meter tårn og der konkurreres individuelt og synkront. Alle disciplinerne er både for herrer og damer. Hver nation kan højest kvalificere 8 udspringere af hvert køn. I synkront udspring skal der i alt kvalificeres 8 par til hver disciplin. Japan som værtsnation får automatisk er par kvalificeret. Ved VM i 2019 i Gwangju, Sydkorea i perioden 12. – 28. juli 2019 bliver de første 3 par kvalificeret mens de sidste 4 par bliver kvalificeret ved udsprings World Cup i Tokyo, Japan i foråret 2020. I de individuelle konkurrencer kan der kvalificeres 12 udspringer til hver disciplin ved VM i 2019 i Gwangju, Sydkorea. Herudover kvalificeres også europamesteren i hver disciplin i 2019. Endelig bliver de bedste 18 udspringere kvalificeret ved udsprings World Cup i Tokyo, Japan i foråret 2020.
I svømning i åbent vand afholdes 2 konkurrencer (én per køn), hvor der svømmes 10 km. Der vil være 25 svømmere til hver konkurrence og hver nation kan kvalificere 2 svømmere per disciplin. De 10 bedste svømmere ved VM i 2019 i Gwangju, Sydkorea i perioden 12. – 28. juli 2019 vil blive kvalificeret. Endvidere bliver de bedste 9 ved den olympiske maraton (svømning i åbent vand) kvalifikation i foråret 2020 også kvalificeret. Endelig kvalificeres også europamesteren i 2019
I svømning kunne der kvalificeres 878 svømmere til de i alt 35 discipliner, der fordeler sig med 28 (14 per køn) individuelle discipliner og 7 holdkonkurrencer, hvoraf én enkelt er en mixed disciplin. Hver nation kunne højest kvalificere 28 herrer og 28 damer. Der er fastlagt en kvalifikationsperiode der går fra 1. marts 2019 til 29. juni 2020. Denne periode blev på grund af COVID-19 forlænget til 31. maj 2021. I denne periode skulle svømmerne opnå enten det fastlagte A-krav eller det fastlagte B-krav. Ved opnåelse af A-kravet havde svømmeren kvalificeret sig. Svømmere, der havde opnået B-kravet, havde en mulighed for at blive inviteret til at deltage når de sidste invitationspladser skulle udfyldes. I holdkonkurrencerne kvalificeres de 12 bedste hold ved VM i 2019 i Gwangju, Sydkorea i perioden 12. – 28. juli 2019 mens de 4 bedste tider indenfor kvalifikationsperioden også kvalificeres. Holdkonkurrencerne afvikles som stafetter og sammensættes af svømmere, der er kvalificeret i de individuelle konkurrencer. Herudover kunne en nation udpege 2 svømmere ekstra for hvert kvalificeret stafethold. Disse svømmere kunne kun deltage i stafet - og skulle have opfyldt B-kravet i den tilsvarende individuelle konkurrence.
Nedenfor er listet resultaterne for atleter, som klarede det internationale FINA kvalifikationskrav for svømning i bassin. De listede atleter har således sikret en kvoteplads til Danmark. 

| Disciplin       | H/D    | Udøver                                                      | Dato           | Begivenhed                        | Resultat | Internationalt A-krav |
| --------------- | ------ | ----------------------------------------------------------- | -------------- | --------------------------------- | -------- | --------------------- |
| 100 m fri       | Damer  | Signe Bro                                                   | 17. marts 2019 | Edinburgh International Swim Meet | 54,01    | 54,38                 |
| 1500 m fri      | Herrer | Alexander Aslak Nørgaard                                    | 6. april 2019  | Danish Open                       | 14:55,56 | 15:00,99              |
| 800 m fri       | Herrer | Alexander Aslak Nørgaard                                    | 27. juli 2019  | VM 2019                           | 7:52,60  | 7:54,31               |
| 1500 m fri      | Herrer | Anton Ørskov Ipsen                                          | 6. april 2019  | Danish Open                       | 14:58,09 | 15:00,99              |
| 800 m fri       | Herrer | Anton Ørskov Ipsen                                          | 8. april 2019  | Danish Open                       | 7:49,64  | 7:54,31               |
| 100 m bryst     | Herrer | Tobias B. Bjerg                                             | 8. april 2019  | Danish Open                       | 59,17    | 59,93                 |
| 50 m fri        | Damer  | Pernille Blume                                              | 28. april 2019 | Champ Swim Series, Guangzhou      | 24,28    | 24,77                 |
| 100 m fri       | Damer  | Pernille Blume                                              | 28. april 2019 | Champ Swim Series, Guangzhou      | 53,68    | 54,38                 |
| 100 m ryg       | Damer  | Mie Ø. Nielsen                                              | 7. marts 2020  | Antwerp Diamond Speedo Race       | 59,99    | 1:00,25               |
| 1500 m fri      | Damer  | Helena Rosendahl Bach                                       | 8. april 2021  | Malmsten Swim Open Stockholm      | 16:26,63 | 16:32,04              |
| 50 m fri        | Damer  | Julie Kepp Jensen                                           | 10. april 2021 | Malmsten Swim Open Stockholm      | 24,71    | 24,77                 |
| 100 m butterfly | Damer  | Emilie Beckmann                                             | 19. april 2021 | Danish Open                       | 57,60    | 57,92                 |
| 4x100 m fri     | Damer  | Pernille Blume Signe Bro Julie Kepp Jensen Jeanette Ottesen | 31. maj 2021   | Nr. 13 på verdensranglisten       | 3:36,81  | N/A                   |

Mie Ø. Nielsen har efterfølgende indstillet karrieren.

#### Udtagelse
Nedenfor er listet atleter, som blev udtaget af Danmarks Idrætsforbund’s bestyrelse på baggrund af en indstilling fra Dansk Svømmeunion.
| Konkurrence     | H/D    | Udøver                                                           | Udtagelsesdato |
| --------------- | ------ | ---------------------------------------------------------------- | -------------- |
| 50 m fri        | Damer  | Pernille Blume                                                   | 17. juni 2021  |
| 50 m fri        | Damer  | Julie Kepp Jensen                                                | 17. juni 2021  |
| 100 m fri       | Damer  | Pernille Blume                                                   | 17. juni 2021  |
| 100 m fri       | Damer  | Signe Bro                                                        | 17. juni 2021  |
| 100 m butterfly | Damer  | Emilie Beckmann                                                  | 17. juni 2021  |
| 1500 m fri      | Damer  | Helena Rosendahl Bach                                            | 17. juni 2021  |
| 4x100 m fri     | Damer  | Pernille Blume Signe Bro Julie Kepp Jensen Jeanette Ottesen      | 17. juni 2021  |
| 100 m bryst     | Herrer | Tobias B. Bjerg                                                  | 17. juni 2021  |
| 800 m fri       | Herrer | Anton Ørskov Ipsen                                               | 17. juni 2021  |
| 1500 m fri      | Herrer | Alexander Aslak Nørgaard                                         | 17. juni 2021  |
| 1500 m fri      | Herrer | Anton Ørskov Ipsen                                               | 17. juni 2021  |
| 4x100 m medley  | Damer  | Karoline Sørensen Emilie Beckmann Clara Rybak-Andersen Signe Bro | 6. juli 2021   |

### Triatlon

#### Kvalifikation
Der kan deltage 55 udøvere af hvert køn i de tre konkurrencer (herrer, damer og mixed-hold). Der kan opnås kvotepladser, for både herrer og damer, for de bedste 51 udøvere, gennem placering på en særlig verdensrangliste pr. 13. juni 2021. Ranglisten er baseret på resultater opnået fra 11. maj 2018. Kvotepladserne fordeles på den måde, at de 26 øverste, af hvert køn, på listen opnår kvalifikation, dog med den begrænsning, at der kun kan deltage 3 udøvere fra hver nation. Dette gælder for udøvere, der ligger blandt de øverste 30 på listen. Ud over de 26 øverste på listen opnås kvalifikation ved at være én af sin nations bedst placerede, dog med den begrænsning, at kvoten på 2 ikke allerede er opnået gennem de 30 øverste på listen. Dette gælder for udøvere, der ligger mellem 30 og 140 på listen. Endelig er der én kvalifikationsplads til den bedst placerede europæiske udøver, der pr. 13. juni 2021 ikke er kvalificeret på anden vis. Endvidere kvalificeres de 7 øverste hold (2 herrer og 2 damer) på den særlige mixed-hold verdensrangliste pr. 13. juni 2021. Yderligere 3 mixed-hold kvalificeres ved en afsluttende kvalifikationsturnering i april/maj 2020.
Ved kvalifikationsperiode havde følgende sikret en kvoteplads:
| Disciplin         | H/D    | Udøver           | Dato          | Resultat                    | OL krav                                | Begivenhed        |
| ----------------- | ------ | ---------------- | ------------- | --------------------------- | -------------------------------------- | ----------------- |
| Triatlon (herrer) | Herrer | Andreas Shilling | 13. juni 2021 | Nr. 33 på verdensranglisten | beder end nr. 140 på verdensranglisten | Verdensranglisten |

Der var dog det problem at Andreas Shilling har stoppet karrieren, så Danmark kunne ikke udnytte denne kvoteplads.

## Sportsgrene uden dansk deltagelse
I de følgende sportsgrene er der ikke dansk deltagelse ved sommer OL 2020.

### Baseball/Softball
| Kvalifikation |
| --- |
| Baseball er ikke organiseret i noget specialforbund under Danmarks Idrætsforbund og derfor kan Danmark ikke deltager i kvalifikationen til OL i denne sportsgren. Desuden har Europa kun én plads under OL og den plads kæmpes der om i en kvalifikationsturnering i 2019. Pladserne til denne kvalifikationsturnering er udpeget. I softball har Europa også kun én plads at kæmpe om ved kvalifikationsturneringen i 2019. Danmark er ikke kvalificeret til denne kvalifikationsturnering. |

### Basketball
| Kvalifikation |
| --- |
| I basketball er der to forskellige discipliner. Den traditionelle basketball samt den nye disciplin 3x3, som er på OL programmet for første gang i 2020. I begge discipliner er der deltagelse af herrer og damer. I traditionelle basketball deltager der 12 hold af hvert køn. Kvalifikationen til den mandlige turnering foregår enten via verdensmesterskabet i 2019 eller gennem 4 OL kvalifikationsturneringer i 2020. Men nøglen til at deltage i disse turneringer går gennem en placering ved EM i 2018. Da Danmark ikke deltog i kvalifikationen til EM 2018, er der således ingen mulighed for at komme til OL i 2020. For kvindernes vedkommende går kvalifikationen gennem EM i 2019 eller gennem en OL kvalifikationsturnering i 2020. Da Danmark ikke deltager i kvalifikationen til EM 2019 er der således ikke mulighed for OL-deltagelse. I 3x3 konkurrencen deltager der 8 hold af hvert køn. Kvalifikationen afgøres for de 4 hold gennem placeringen på verdensranglisten per 1. november 2019. Herefter vil de sidste 4 hold blive kvalificeret gennem 2 kvalifikationsturneringer i foråret 2020, hvor der henholdsvis kvalificeres 3 og 1 hold. Ved kvalifikationsperiodens udløb havde Danmark ikke kvalificeret nogen deltager i denne disciplin. |

### Boksning
| Kvalifikation |
| --- |
| På grund af IOC’s suspension af deres anerkendelse af det internationale bokseforbund ”International Boxing Association” (AIBA), vedtog IOC, at alle aspekter af alle kvalificerende konkurrencer til eller ved de olympiske lege Tokyo 2020 vedrørende boksning organiseres og drives under IOC’s bestyrelse. IOC havde derfor oprettet en særlig task force med mandatet til at udvikle et Tokyo 2020-kvalifikationssystem samt at organisere og sikre levering af kvalifikationsbegivenhederne til boksning ved de olympiske lege i Tokyo 2020. Den særlige task force besluttede, at der højst kunne kvalificeres én bokser fra hver nation i hver disciplin og at der skal være 8 vægtklasser for herrer og 5 vægtklasser for damer. Der kunne kvalificeres 286 boksere, hvoraf de 100 er damer og de 186 er herrer. Der var udpeget en række turneringer, hvor kvalifikationen kunne finde sted. Første mulighed for kvalifikation var ved det europæiske kvalifikationsstævne i perioden 14. marts – 24. marts 2020 i London, England. Dette stævne blev suspenderet 16. marts 2020 på grund af COVID-19. Som eneste kvalifikationsstævne blev der herefter afholdt et stævne i perioden 4. juni til 8. juni 2021 i Villebon-sur-Yvette, Frankrig. Her var der ingen danskere der klarede kvalifikationen, hvorfor der ingen danskere er repræsenteret i denne disciplin. |

### Fodbold
| Kvalifikation |
| --- |
| For kvindelandsholdet gik kvalifikationen gennem deltagelse ved VM i 2019 i Frankrig i perioden 7. juni – 7. juli 2019. I kvalifikationen til VM i 2019 kom Danmark i pulje med Sverige, Ukraine, Ungarn, og Kroatien. Danmark blev nummer 2 i puljen efter Sverige og skulle ud i to play-off kampe mod Holland i oktober 2018. Her tabte Danmark begge kampe med henholdsvis 0-2 og 1-2. Dermed var Danmark ude af kvalifikationen om OL. For herrelandsholdet gik kvalifikationen gennem deltagelse ved U/21 Europamesterskabet i Italien og San Marino i perioden 16. – 30. juni 2019. I kvalifikationen til U/21 EM i 2019 var Danmark i pulje med Polen, Georgien, Finland, Litauen, og Færøerne. Efter alle spillede kvalifikationskampe stod Danmark som vinder af puljen og var dermed kvalificeret til U/21 EM i 2019, hvor der var fire OL pladser at kæmpe om. Ved U/21 Europamesterskabet var Danmark i pulje med Tyskland, Østrig og Serbien. Danmark tabte til Tyskland med 1-3, men vandt over Østrig med 3-1 og over Serbien med 2-0. Dette rakte kun til andenpladsen i puljen og Danmark gik ikke videre. Dermed var Danmark ude af kvalifikationen om OL. |

### Fægtning
| Kvalifikation |
| --- |
| Der kunne opnås kvotepladser pr. våben (fleuret, kårde og sabel) både til den individuelle konkurrence og til holdkonkurrencerne, der består af 3 atleter, gennem placering på verdensranglisten per 4. april 2020. Der var i alt 102 kvotepladser per køn, hvilket betyder, at der kunne kvalificeres 34 fægtere på hvert våben. Der er holdkonkurrencer for alle tre våben for både herrer og damer. For begge køn var kvalifikationen først og fremmest en kvalifikationen til holdkonkurrencerne. Her var de fire højest placerede nationer på verdensranglisten, der startede per 3. april 2019, automatisk kvalificeret, mens der ligeledes var kvalifikation til det bedste europæiske hold, der ikke var i top fire. Nationer, der var kvalificeret med et hold på et af våbnene, måtte stille med alle tre fægtere i den individuelle konkurrence, mens øvrige nationer kun kunne kvalificere én fægter til pågældende våben. Yderligere var der også kvalifikation til de to bedste europæere, per våben, per køn, på de individuelle verdensranglister, per 4. april 2020, hvor der ikke var opnået kvalifikation med et hold. Endelig var der én kvoteplads, per våben, per køn, til vinderne af en særlig endelig europæisk kvalifikationsturnering i foråret 2020, som på grund af COVID-19 var flyttet til april 2021. Efter afslutningen af kvalifikationen var der ingen danskere, der havde kvalificeret sig. |

### Gymnastik
| Kvalifikation |
| --- |
| Gymnastik er opdelt i tre forskellige discipliner ved OL i 2020. Det drejede sig om Idrætsgymnastik, Trampolin og Rytmisk Gymnastik. · Kvalifikationen til Idrætsgymnastik er for både herrer og damer og såvel hold som individuelt, hvor der i alt kan kvalificeres 98 gymnaster af hvert køn. For herrer skal der ske kvalifikation til 8 konkurrencer, der består af Hold, Mangekamp, Øvelse på gulv, Hest, Barre, Bensving, Ringe og Reck. For damer skal der ske kvalifikation til 6 konkurrencer, der består af Hold, Mangekamp, Øvelse på gulv, Hest, Forskudt barre og Bom. Kvalificerede hold består af fire gymnaster, der både er kvalificeret til holdkonkurrencen og individuelt. Første mulighed for kvalifikation af hold var ved VM i 2018 i Doha, Qatar i perioden 25. oktober – 3. november 2018. Her kvalificeredes USA, Ruslands Olympiske Komité og Kina for damer samt Kina, Ruslands Olympiske Komité og Japan for herrer. Næste mulighed er ved VM i 2019 i Stuttgart, Tyskland i perioden 4. – 13. oktober 2019. Her kvalificeres de 9 bedste hold. · Nationer med et kvalificeret hold kan kvalificere yderligere to gymnaster til de individuelle konkurrencer (per køn). Nationer uden et kvalificeret hold kan maksimalt kvalificere tre gymnaster (per køn). Den individuelle kvalificering starter ved VM i Stuttgart i 2019. Her vil de bedste 12 herrer og 20 damer i Mangekampen blive kvalificeret. Endvidere vil de bedste 3 på hver af specialøvelserne også blive kvalificeret. Yderligere vil den bedste ikke kvalificerede gymnast fra alle specialøvelserne i den samlede World Cup serie 2018/19 og 2019/20 også blive kvalificeret. I marts og april 2020 vil der blive gennemført en speciel World Cup serie i Mangekamp, hvor yderligere 3 herrer og 3 damer kan kvalificeres. Sluttelig kan der kvalificeres 2 gymnaster i Mangekamp ved EM i maj 2020. Kvalifikationen til Trampolin foregår kun for individuelle, med 16 deltagere af hvert køn. Kun fire nationer kan kvalificere 2 trampolinspringere (per køn). Øvrige nationer kan kun kvalificere én deltager. Første mulighed for kvalifikation er ved VM i 2019 i Japan i perioden 28. november – 1. december 2019, hvor de bedste 8 nationer (af hvert køn) kvalificerer sig. Resterende kvalifikationspladser findes gennem de seks World Cup stævner der gennemføres i perioden 16. februar 2019 - 25. april 2020. Konkurrencen i Rytmisk Gymnastik gennemføres kun for damer. Der er 2 konkurrencer, hvilket er individuelt og hold. Hvert hold består af 5 gymnaster. I alt kan 26 individuelle kvalificere og 70 gymnaster til de 14 hold kan kvalificere. Hver nation kan højest kvalificere ét hold og 2 individuelle gymnaster. For den individuelle konkurrence er første mulighed for kvalifikation ved VM i 2019 i Baku, Aserbajdsjan i perioden 16. - 22. september 2019, hvor de 16 bedste kvalificeres. Anden mulighed for kvalifikation er under World Cup i februar til april 2020, hvor de tre bedste også kvalificeres. Endelig er der én enkel plads til Europamesteren i maj 2020. For hold kan der kvalificeres 3 hold ved VM i 2018 i Sofia, Bulgarien i perioden 10. - 16. september 2018 og 5 hold ved VM i 2019 i Baku. Endelig er der én enkel holdplads til Europamesterskabet i maj 2020. |

### Hockey
| Kvalifikation |
| --- |
| I Hockey kan der i alt kvalificeres 12 hold for herrer og 12 hold for damer. Et hold kan maksimalt bestå af 16 spillere. Kvalifikationen for herrer og damer foregår parallelt og første chance for én plads for et europæisk hold er ved EM i 2019 i perioden 16. – 25. august i Antwerpen, Belgien. Anden og sidste chance for kvalifikation er ved en særlig kvalifikationsturnering i perioden 26. oktober - 4. november 2019. Danmark deltager ikke i kvalifikationsprocessen. |

### Karate
| Kvalifikation |
| --- |
| I karate er der 4 vægtklasser/discipliner for henholdsvis herrer og damer. Der konkurreres i de to discipliner Kumite og Kata. Hver nation kan opnå én kvoteplads i hver vægtklasse/disciplin. Der vil, til konkurrencerne, være 80 udøvere fordelt på 40 herrer og 40 damer. Der kan opnås kvalifikation, til de i alt 10 pladser per vægtklasse/disciplin, gennem placering på en særlig verdensrangliste per 6. april 2020 (4 pladser)(udvidet til 23. maj 2021 pga. COVID-19), gennem placering i en særlig kvalifikationsturnering i Paris, Frankrig i perioden 8. – 10. maj 2020 (3 pladser) eller gennem placering ved European Games i Minsk, Hviderusland i perioden 14. - 30. juni 2019 (2 pladser). Efter afslutningen af kvalifikationen var der ingen danskere, der havde kvalificeret sig. |

### Moderne femkamp
| Kvalifikation |
| --- |
| Der kan opnås kvotepladser, for både herrer og damer, til i alt 36 udøvere af hvert køn. Hver nation kan højest kvalificere 2 udøvere per køn. Første mulighed for kvalifikation er vinderen af World Cup finalen i Japan i 2019. Herefter er der de kontinentale mesterskaber i 2019, hvor det europæiske mesterskab i perioden 6. - 11. august i Bath, England giver 8 kvalifikationspladser. Herefter er der yderlige tre kvalifikationspladser ved VM i 2019 og også tre kvalifikationspladser ved VM i 2020. Endelig vil de 6 højest rangerede på verdensranglisten, der ikke allerede er kvalificeret, per 1. juni 2020 også blive kvalificeret. Denne dato blev forlænget til 14. juni 2021 p.g.a COVID-19. Efter afslutningen af kvalifikationen var der ingen danskere, der havde kvalificeret sig. |

### Sportsklatring
| Kvalifikation |
| --- |
| I sportsklatring afholdes der 2 konkurrencer; én for herrer og én for damer, med 20 deltagere i hver konkurrence. Hver nation kan højst kvalificere 2 klatre per køn. Konkurrencerne er en kombination af de tre stilarter bouldering, lead og speed. Første mulighed for kvalificering er ved kombinations-VM i 2019 i Tokyo, Japan, hvor 6 klatre af hvert køn kvalificeres. Desuden vil World Cup vinderne i 2019 også blive kvalificeret. Endvidere afholdes der et særligt olympisk kvalifikationsstævne i 2019, hvor de 6 bedste af hvert køn også kvalificeres. Endelig vil europamestrene i 2020 også blive kvalificeret. Efter afslutningen af kvalifikationen var der ingen danskere, der havde kvalificeret sig. |

### Surfing
| Kvalifikation |
| --- |
| Der er 19 kvalifikationspladser at kæmpe om for hvert køn, da der er reserveret én plads per køn til værtsnationen. Der kan højest kvalificeres 2 surfere per nation af hvert køn. Der vil blive fire muligheder for at kvalificere sig. Første mulighed er 2019 World Surf League Championship Tour, hvor de 10 bedste herrer og de 8 bedste damer kvalificerer sig. Ved 2019 ISA World Surfing Games er der en enkel europæisk plads til hvert køn, mens der ved 2020 ISA World Surfing Games kvalificerer sig de 4 bedste herrer og de 6 bedste damer. Endvidere er der en enkel plads til hvert køn ved 2019 Pan American Games. Efter afslutningen af kvalifikationen var der ingen danskere, der havde kvalificeret sig. |

### Syvmandsrugby
| Kvalifikation |
| --- |
| Det danske herrelandshold i syvmandsrugby spiller i den europæiske 2. division (Trophy-rækken). Den årlige konkurrence i 2018 afholdes over to enkeltturneringer. Den første turnering blev afholdt i Zagreb, Kroatien i perioden 8. – 9. juni 2018, hvor det blev til en placering som nummer 5. Den anden turnering blev afholdt i Šiauliai, Litauen i perioden 30. juni – 1. juli 2018, hvor det blev til en placering som nummer 4. Resultaterne betyder, at Danmark ender på en samlet 4 plads og forbliver således i den europæiske 2. division i 2019. Dette betyder, at der ikke er nogen mulighed for kvalifikation til sommer OL 2020. Det danske damelandshold i syvmandsrugby spiller i den europæiske 3. division (Conference-rækken). Ved den årlige turnering afholdt i Zagreb, Kroatien i perioden 8. – 9. juni 2018 blev det til en placering som nummer 5, hvilket betyder, at holdet forbliver i den europæiske 3. division i 2019. Dette betyder, at der ikke er nogen mulighed for kvalifikation til sommer OL 2020. |

### Taekwondo
| Kvalifikation |
| --- |
| I taekwondo er der 4 vægtklasser for henholdsvis herrer og damer. Hver nation kan opnå én kvoteplads i hver vægtklasse. Der vil, til konkurrencerne, være 128 udøvere fordelt på 64 herrer og 64 damer. Der kan opnås kvalifikation, til de i alt 16 pladser per vægtgruppe, gennem placering på en særlig verdensrangliste per december 2019 (5 pladser), gennem placering i World Taekwondo Grand Slam Champions Series i januar 2020 (1 plads) eller gennem den europæiske kvalifikationsturnering 2020 (2 pladser). Denne turnering var flyttet til maj 2021 på grund af COVID-19. Efter afslutningen af kvalifikationen var der ingen danskere, der havde kvalificeret sig. |

### Tennis
| Kvalifikation |
| --- |
| I tennis vil der være fem discipliner: Single og doubles for herrer og damer samt mixed double. Der kan i alt kvalificeres 172 spillere med 86 spillere af hvert køn. Hver nation kan højest kvalificerer 12 spillere, med højest 4 spillere i singlerne og højest 2 par i doublerne. Helt generelt kan der opnås kvalifikation, såfremt man ligger højt på ATP eller WTA ranglisterne per 8. juni 2020. I singlerne gælder det at være blandt de 56 øverste på listerne mens det for doublerne gælder om at være blandt de 31 øverste. |

### Volleyball
| Kvalifikation |
| --- |
| Volleyball er opdelt i 2 discipliner: Beachvolley og Volleyball. I beachvolley kan der kvalificeres 24 hold af hvert køn. Hvert hold består af 2 spillere og hver nation kan højest kvalificere 2 hold per køn. Første mulighed for kvalifikation er ved en olympisk kvalifikationsturnering i 2019, hvor 2 hold af hvert køn kvalificeres, ved VM i 2019 i Hamburg, Tyskland i perioden 28. juni – 7. juli 2019 bliver vinderen af hvert køn kvalificeret. Endvidere vil det bedste europæiske par for hvert køn i den europæiske udgave af Beach Volleyball Continental Cup 2018-2020 også blive kvalificeret. Endelig kvalificeres de bedste 15 par af hvert køn på en særlig olympisk verdensrangliste per 15. juni 2020. I volleyball kan der kvalificeres 12 hold af hvert køn, hvilket betyder 144 spillere for herrer og damer. Kvalifikationen for herrer og damer er identisk og foregår parallelt. Den første mulighed for kvalifikation er ved et særligt olympisk kvalifikationsstævne i januar 2019, hvor de tre bedste hold kvalificeres. Herefter afholdes 3 interkontinentale olympisk kvalifikationsstævne i december 2019, hvor det bedste hold fra hver stævne kvalificeres. Endelig vil der i januar 2020 blive afholdt ét kvalifikationsstævne i Europa, hvor vinderen også kvalificeres. Ved ingen af de ovennævnte tilfælde lykkedes det et dansk hold at kvalificere sig, hvorfor Danmark ikke er vil deltage i volleyballturneringen. |

### Vægtløftning
| Kvalifikation |
| --- |
| I vægtløftning er der 7 vægtklasser for henholdsvis herrer og damer. Til sommer-OL 2020 er der indført helt nye vægtklasser, hvorfor det er første gang, at der konkurreres i disse vægtklasser. Hver nation kunne opnå én kvoteplads i hver vægtklasse. Der vil, til konkurrencerne, være 196 udøvere fordelt på 98 herrer og 98 damer. Dette betyder, at der højst kan kvalificeres 14 deltagere per vægtklasse. Kvalifikation kunne opnås, i hver vægtklasse, gennem placering på en særlig verdensrangliste. Kvalifikationsperioden blev forlænget pga. CIVID-19 til perioden 1. november 2018 til 31. maj 2021. Kvalifikationssystemet var særdeles kompliceret, da der skulle tages hensyn til mange faktorer. Ved slutningen af kvalifikationsperioden var der ingen danske rangeret højt nok på listen til at være kvalificeret. |